# Pseudophilomedes polyancistrus
Pseudophilomedes polyancistrus är en kräftdjursart som beskrevs av Louis S. Kornicker 1984. Pseudophilomedes polyancistrus ingår i släktet Pseudophilomedes och familjen Philomedidae. Inga underarter finns listade i Catalogue of Life.